# Победа (Архангельский район)
Победа (баш. Победа, латыш. Uzvara) — деревня в Арх-Латышском сельсовете Архангельского района Республики Башкортостан России.
С 2005 современный статус.

## История
Одно из латышских поселений Архангельского района. 
Историк сел и деревень Башкортостана  А.3. Асфандияров  писал: 
«Сегодняшние латышские деревни и поселки Горный, Победа, Красная Горка, Устье-Бассы возникли на местах тех же хуторов, основанных в конце XIX в.». 
Статус деревня, сельского населённого пункта, посёлок получил согласно Закону Республики Башкортостан от 20 июля 2005 года N 211-з «О внесении изменений в административно-территориальное устройство Республики Башкортостан в связи с образованием, объединением, упразднением и изменением статуса населенных пунктов, переносом административных центров», ст.1:

6. Изменить статус следующих населенных пунктов, установив тип поселения - деревня:
 
3)  в Архангельском районе:…

к) поселка Победа Арх-Латышского сельсовета

## Население
| 2002 | 2009 | 2010 |
| ---- | ---- | ---- |
| 95   | ↘85  | ↘71  |

Национальный состав
Согласно переписи 2002 года, преобладающие национальности — русские (36 %), латыши (27 %).
По данным на 1969 г. основное население посёлка составляли латыши.

## Географическое положение
Расстояние до:
- районного центра (Архангельское): 21 км,
- центра сельсовета (Максим Горький): 6 км,
- ближайшей железнодорожной станции (Приуралье): 27 км